# Euphronia
Euphronia, biljni rod čije jedine tri vrste sa sjevera Južne Amerike čini porodicu Euphroniaceae. 
Za drugi rod Lightia, ustabovčljeno je da je sinonim od Euphronia.

## Vrste
1. Euphronia acuminatissima J.A. Steyerm.
2. Euphronia guianensis (R. H. Schomb.) Hallier fil.
3. Euphronia hirtelloides Mart.